# Americas Rugby Championship
El Americas Rugby Championship (ARC) fue un torneo de rugby de selecciones americanas, organizado por la PARA (Pan-American Rugby Association), entidad conformada por la Sudamérica Rugby (SAR) y la Rugby Americas North (RAN). Su primera edición fue en el 2009 y desde allí ha sufrido modificaciones en su formato. A partir del 2018 y gracias al impulso otorgado por Agustín Pichot, vicepresidente de World Rugby, se llevaría a cabo el Americas Rugby Championship "B".

## Reseña histórica
Suplantando al extinto torneo North America 4 se creó el ARC patrocinado por la International Rugby Board (hoy World Rugby). La primera edición se celebra en el 2009 en Canadá, jugándose por un lado un cuadrangular con selecciones provinciales de este país y por el otro las selecciones de Argentina y Estados Unidos con su segundos equipos, Los Jaguares y USA Select XV respectivamente. Los Jaguares se quedaron con el título al vencer en semifinales a los Estados Unidos y en la final al representativo de Columbia Británica.
En el 2010 se dividieron los torneos, entonces, los equipos provinciales disputaron el Canadian Rugby Championship en su país y el Americas Rugby Championship se consolidó como un torneo exclusivamente de selecciones nacionales, ingresando ahora Canadá en forma permanente y Tonga como invitado también con sus segundos equipos, Canada Selects y Tonga A. En este cuadrangular de todos contra todos lo consiguen otra vez los argentinos que oficiaron de anfitriones.
No hubo edición en el 2011 por superponerse con la Copa Mundial de Nueva Zelanda.
La tercera edición se disputó en el 2012 otra vez en Canadá que con la baja de Tonga y el ingreso de Uruguay, de esta forma, volvían a verse las caras las mismas 4 selecciones que disputaron el Torneo Panamericano en décadas pasadas. Los Teros clasificaron al ubicarse por encima de Chile y Brasil en el Sudamericano A 2012. Nuevamente Los Jaguares levantan la copa del cuadrangular que estaba previsto llevarse a cabo en Argentina pero que la unión de ese país desistió de realizarla para priorizar la organización de los partidos de locales del primer Rugby Championship.
La cuarta edición se celebró nuevamente en Canadá y con los mismos participantes que en 2012, la selección local, Argentina y los Estados Unidos con sus segundos equipos y la selección principal de Uruguay, clasificado por su actuaciones en el Sudamericano A 2013.
En el 2014 Uruguay, al igual que sus oponentes, participa con su segunda selección (Uruguay A), dado que los Teros jugaban el repechaje mundialista clasificatorio a Inglaterra 2015. La clasificación final coincidió con la de la edición anterior
Por celebrarse la octava edición de la Copa Mundial de Rugby de Inglaterra, en el 2015 no se organizó la ARC, al igual que 4 años atrás.
A partir de la edición del 2016 el torneo se jerarquiza y se lo conoce informalmente como 6 Naciones Americano debido a la incorporación de Brasil y Chile entre otros cambios. A excepción de Argentina las uniones deben presentar sus mejores equipos, por lo que los partidos son válidos para el ranking mundial. Se disputa en febrero, en paralelo al Seis Naciones Europeo del cual sirvió de inspiración, a una rueda con partidos de local y de visitante. Las uniones pretenden que jugadores de clubes europeos estén a disposición de las selecciones.
Con el nuevo formato, Argentina pierde el invicto continental al perder los campeonatos de 2017 y 2018 ante Estados Unidos, quien de esta manera consigue ser el segundo equipo en obtener la copa.
Desde la edición 2020 pasaría a celebrarse entre agosto y septiembre, debido a que desde febrero pasa a disputarse la Súper Liga Americana de Rugby, un torneo profesional de franquicias de Sudamérica. También en América del Norte, y desde 2018 se organiza el Major League Rugby. Finalmente no se disputó en 2020 debido a la pandemia del COVID-19 y hasta el momento no se ha mencionado que el torneo vuelva a disputarse en el futuro.

## Campeonatos

### Torneo inaugural
| Edición | Año  | Sede          | Campeón  | 2º puesto | 3º puesto     | 4º puesto     |
| ------- | ---- | ------------- | -------- | --------- | ------------- | ------------- |
| I       | 2009 | Sin sede fija | Jaguares | BC Bears  | Ontario Blues | USA Select XV |

### Torneo cuadrangular
| Edición | Año  | Sede               | Campeón  | 2º puesto      | 3º puesto     | 4º puesto     |
| ------- | ---- | ------------------ | -------- | -------------- | ------------- | ------------- |
| II      | 2010 | Córdoba, Argentina | Jaguares | Canada Selects | USA Select XV | Tonga A       |
| III     | 2012 | Langford, Canadá   | Jaguares | Canadá A       | Uruguay       | USA Select XV |
| IV      | 2013 | Langford, Canadá   | Jaguares | USA Select XV  | Canadá A      | Uruguay       |
| V       | 2014 | Langford, Canadá   | Jaguares | USA Select XV  | Canadá A      | Uruguay A     |

### Seis Naciones Americano
| Edición | Año  | Sede          | Campeón                                | 2º puesto                              | 3º puesto                              | 4º puesto                              | 5º puesto                              | 6º puesto                              |
| ------- | ---- | ------------- | -------------------------------------- | -------------------------------------- | -------------------------------------- | -------------------------------------- | -------------------------------------- | -------------------------------------- |
| VI      | 2016 | sin sede fija | Argentina XV                           | Estados Unidos                         | Canadá                                 | Uruguay                                | Brasil                                 | Chile                                  |
| VII     | 2017 | sin sede fija | Estados Unidos                         | Argentina XV                           | Uruguay                                | Brasil                                 | Canadá                                 | Chile                                  |
| VIII    | 2018 | sin sede fija | Estados Unidos                         | Argentina XV                           | Uruguay                                | Canadá                                 | Brasil                                 | Chile                                  |
| IX      | 2019 | sin sede fija | Argentina XV                           | Uruguay                                | Estados Unidos                         | Brasil                                 | Canadá                                 | Chile                                  |
| -       | 2020 | sin sede fija | Cancelado por la Pandemia de COVID-19. | Cancelado por la Pandemia de COVID-19. | Cancelado por la Pandemia de COVID-19. | Cancelado por la Pandemia de COVID-19. | Cancelado por la Pandemia de COVID-19. | Cancelado por la Pandemia de COVID-19. |

## Posiciones
Número de veces que los equipos ocuparon cada posición en el formato Seis Naciones.
| Equipo         | Campeón | 2º puesto | 3º puesto | 4º puesto | 5º puesto | 6º puesto |
| -------------- | ------- | --------- | --------- | --------- | --------- | --------- |
| Argentina XV   | 2       | 2         |           |           |           |           |
| Estados Unidos | 2       | 1         | 1         |           |           |           |
| Uruguay        |         | 1         | 2         | 1         |           |           |
| Canadá         |         |           | 1         | 1         | 2         |           |
| Brasil         |         |           |           | 2         | 2         |           |
| Chile          |         |           |           |           |           | 4         |